# Comocladia undulata
Comocladia undulata är en sumakväxtart som beskrevs av Ignatz Urban. Comocladia undulata ingår i släktet Comocladia och familjen sumakväxter. Inga underarter finns listade i Catalogue of Life.